# (32890) Швоб
(32890) Швоб (лат. Schwob) — астероид, относящийся к группе астероидов пересекающих орбиту Марса. Астероид был открыт 8 января 1994 года американским астрономом Кэролин Шумейкер в Паломарской обсерватории и назван в честь американского инженера-программиста Пьера Швоба (англ. Pierre Schwob).

Орбита астероида Швоб и его положение в Солнечной системе